# Piz Cambrena
Der Piz Cambrena ([ˌpitskɐmˈbreːnɐ]ⓘ) ist ein 3606 m ü. M. hoher Berg in der Berninagruppe der Schweizer Alpen. Sein Ostgipfel hat eine Höhe von 3601 m ü. M.

## Lage und Umgebung
Der Piz Cambrena befindet sich im Osten der Berninagruppe, nordöstlich des Piz Palü (3900 m). Noch weiter östlich fällt der Gebirgskamm ab zum Piz Caral (3420 m); sein Ende bildet der Sassal Mason (3031 m). Dem Piz Cambrena nördlich vorgelagert ist der Piz d’Arlas (3466 m).
An der Westflanke des Piz Cambrena liegt der Persgletscher und an der Ostflanke der Cambrenagletscher, der gegen den Lago Bianco am Berninapass hinabfliesst. Im Südosten des Gebirgskamms erstreckt sich das Puschlav (Val Poschiavo).

## Name
Der Name Cambrena ist möglicherweise vom etruskischen Familiennamen Camurina abgeleitet.

## Erstbesteigung
Der Piz Cambrena wurde am 13. September 1868 erstmals bestiegen, von Emil Burckhardt und Hans Grass. Den beiden war drei Tage zuvor bereits die Erstbesteigung der Bellavista gelungen.

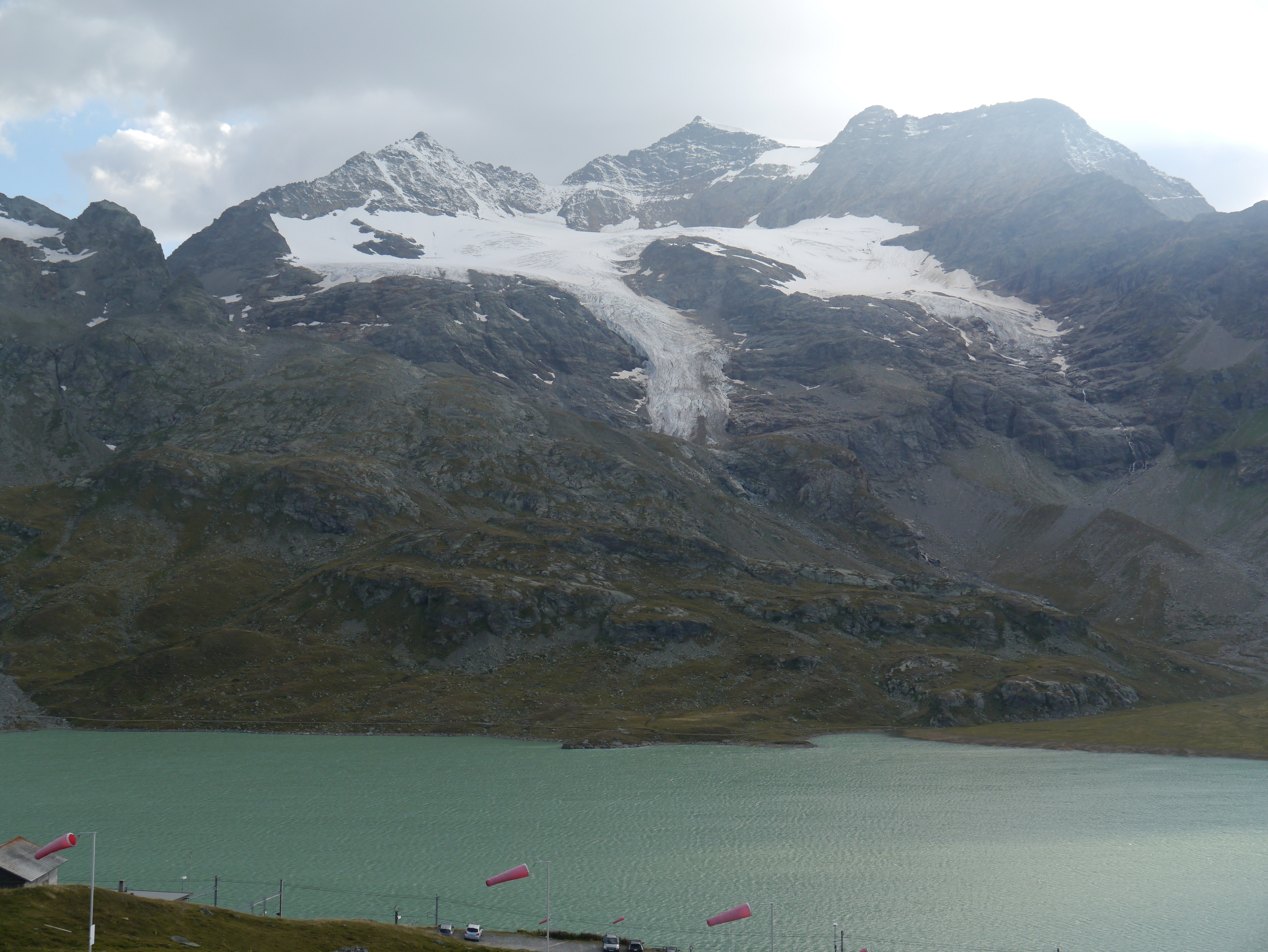
Piz Caral, Piz Cambrena und Piz d’Arlas vom Berninapass aus gesehen, mit Cambrenagletscher und Lago Bianco (2013)
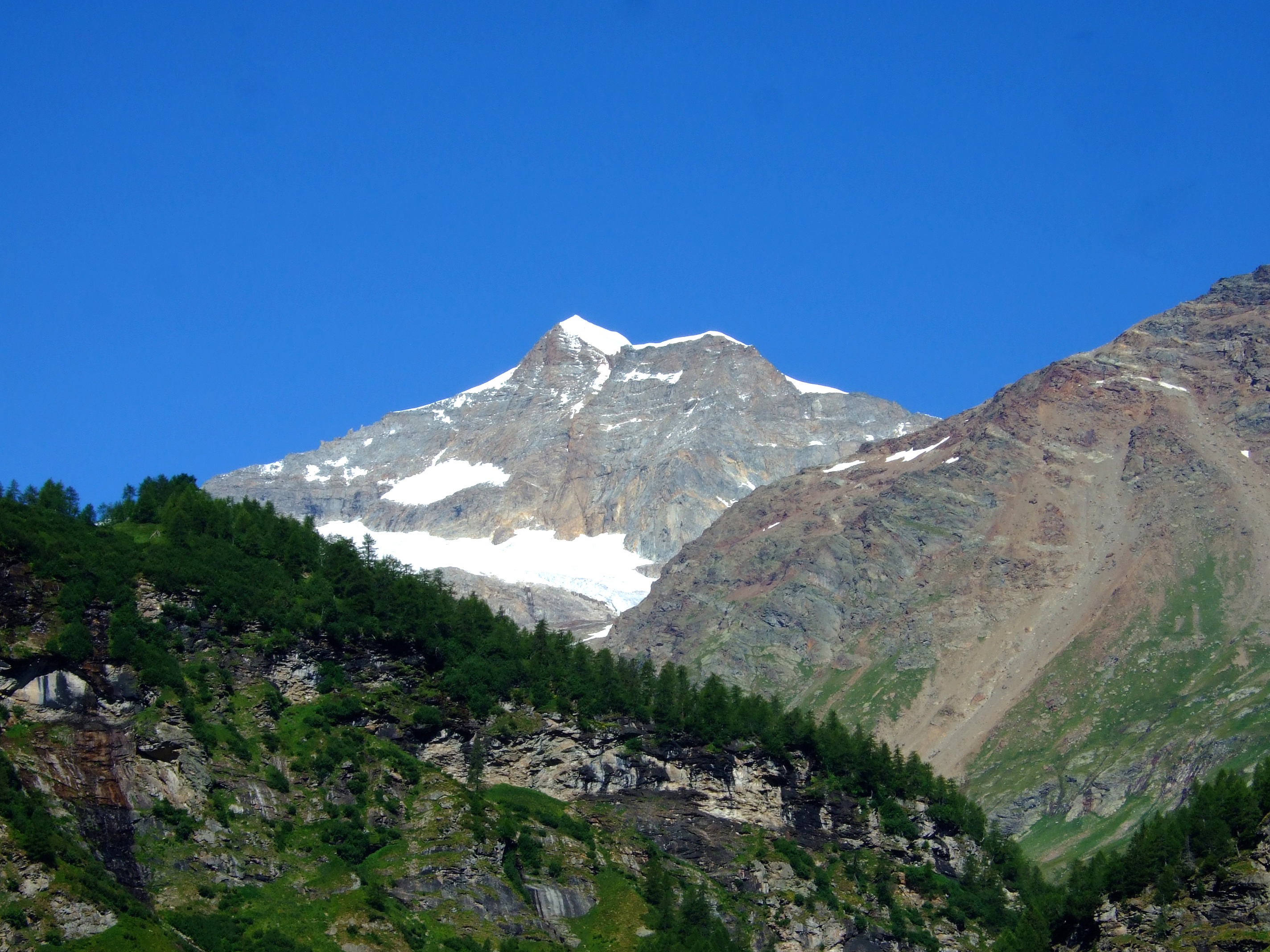
Piz Cambrena von Cavaglia aus gesehen (2009)